# Mándok
Mándok é uma cidade da Hungria, situada no condado de Szabolcs-Szatmár-Bereg. Tem 28,91 km² de área e sua população em 2019 foi estimada em 4.143 habitantes.